# Waffenmuseum Suhl

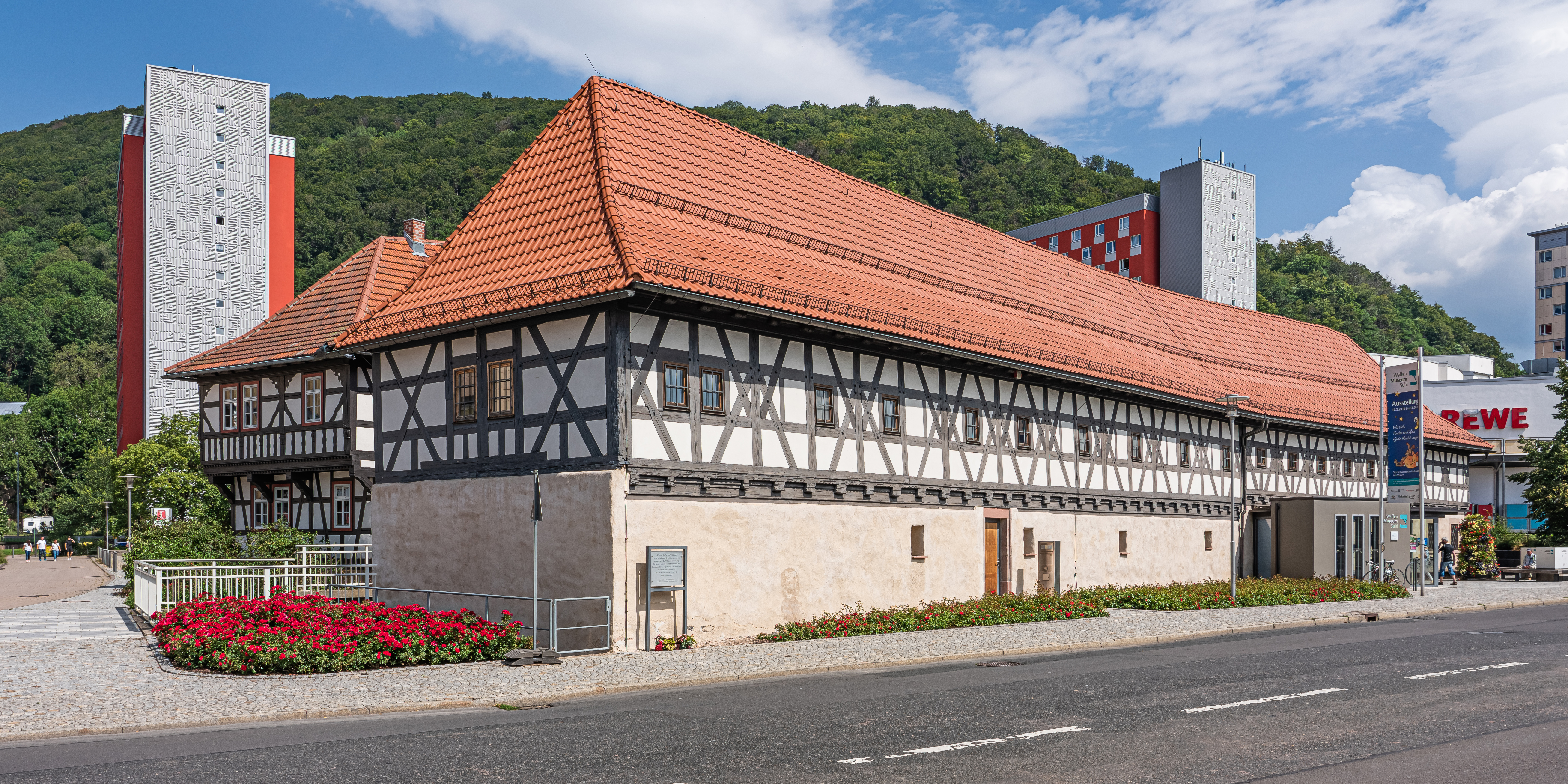
Waffenmuseum Suhl

Das Waffenmuseum Suhl präsentiert die technische Entwicklung der Handfeuerwaffen im historischen Malzhaus mitten in der Stadt Suhl. Es zählt zu den bedeutendsten Spezialmuseen Deutschlands.

## Geschichte

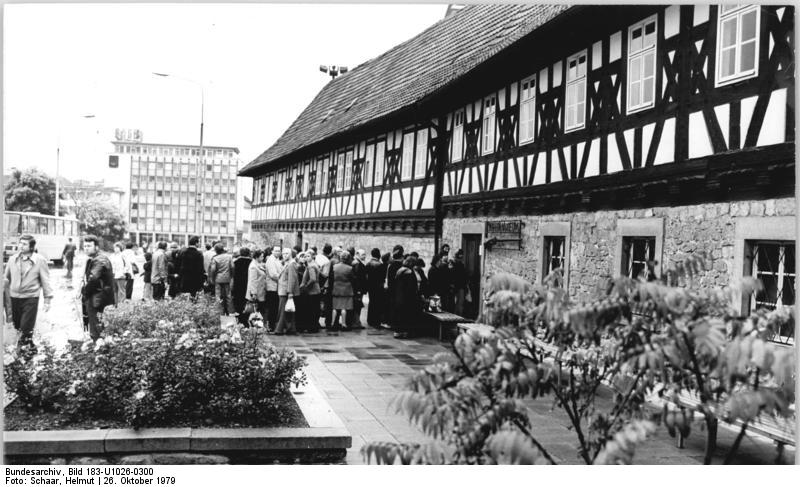
Waffenmuseum Suhl, 1979

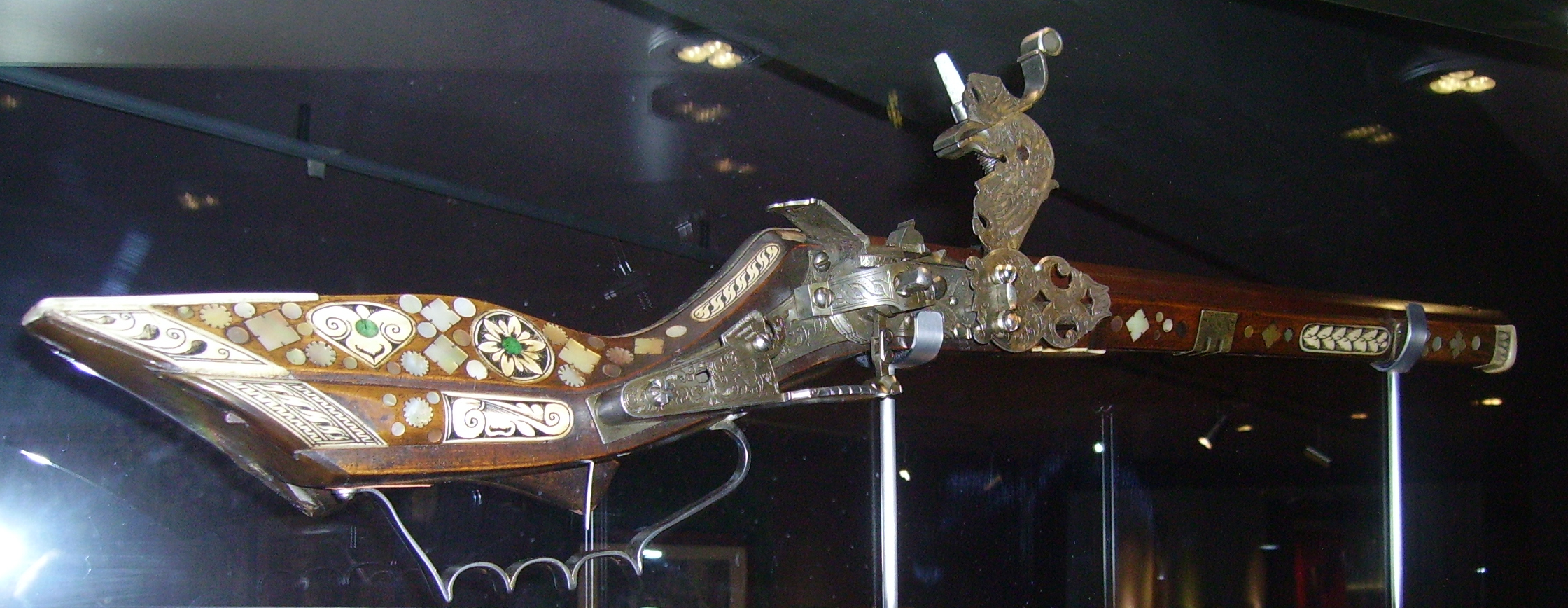
Radschlossbüchse im Waffenmuseum Suhl

Das ursprünglich Untere Malzhaus der Stadt wurde im Zuge des Dreißigjährigen Krieges zerstört und im Jahr 1668 wegen der Feuergefahr direkt am Ufer der Lauter errichtet. Die dreiflügelige Anlage hat durchgehende Gewölbekeller, auf denen sich ein massives Sockelgeschoss, ein Fachwerkobergeschoss und ein steiler Dachstuhl befinden. Nach dem Verlust der Braurechte im 19. Jahrhundert folgte im Jahr 1917 ein Umbau für Wohnzwecke. Insgesamt entstanden acht Wohnungen sowie die heutige Fensterfront. Ab 1945 wurde das Malzhaus saniert und das Bezirkshaus für Volkskunst zieht in die ehemaligen Wohnungen. Im linken Flügel des Hauses wird 1957 ein Heimatmuseum etabliert. Seit einem weiteren umfangreichen Umbau im Jahr 1971 wird das Gebäude als städtisches Waffenmuseum genutzt.
Die Ursprünge des heutigen Museums liegen bereits im Jahr 1908. Der damalige Bürgermeister der Stadt Suhl Paul Hagemeister (1901–1920) setzte sich für die Entstehung eines städtischen Museums ein. Ein Aufruf an alle Suhler Waffenfirmen, Exemplare für den Aufbau einer Sammlung abzugeben, war erfolgreich. Am 29. November 1908 eröffnete das „Städtische Museum“ in der Kirchgasse im Gebäude der ehemaligen Knabenschule in zwei Räumen des Obergeschoss. Etwa zehn Prozent der Sammlung, welche im Wesentlichen aus patriotischen Sammlerstücken bestand, waren Waffen.
Während des Zweiten Weltkriegs wurde das Heimatmuseum geschlossen, die Waffensammlung hauptsächlich auf Schloss Kühndorf ausgelagert. Mit der Besetzung der Region verschwanden viele Objekte aus der Sammlung. Erst mit der Gründung der Bezirke der DDR bekam die Stadt Suhl den Auftrag, ein neues Heimat- und Waffenmuseum einzurichten. Durch das Engagement von Natur- und Heimatfreunden des Kulturbundes des Bezirkes Suhl, entstand in vier Räumen des einstigen Suhler Malzhauses ein neues Museum. Ab Mitte der 1950er Jahre wurden aus der Sowjetunion Kunstschätze zurückgeführt. Auch Suhler Gewehre und Pistolen, welche bis dahin im Artilleriemuseum Leningrad (heute St. Petersburg) lagerten, gelangten über weitere Umwege 1969 wieder ins Malzhaus nach Suhl. Um weitere Verluste aus der Sammlung zu verhindern, begann 1971 die Inventarisierung aller vorhandener Waffen und weiterer Museumsstücke.
Im Jahr 1968 begann der Ausbau des Malzhauses zum Spezialmuseum für Handfeuerwaffen. 1969 wurde Wolfgang Krämer, Direktor des Kulturhistorischen Museums Wurzen, aufgefordert, in Suhl jenes Museum aufzubauen. Anlass waren die bevorstehenden Europameisterschaften im Sportschießen in Suhl im Jahr 1971. Wenige Monate vor den Europameisterschaften waren der Ausbau und die Dauerausstellung fertig. Bis 1975 wurden jährlich bis zu 100.000 Besucher im Waffenmuseum gezählt. Im November 1985 hatten über zwei Millionen Gäste die Ausstellung besucht. Gleichzeitig wurde eine erste Generalsanierung notwendig, weshalb das Museum bis zum September 1986 schloss.
Ende der 1980er Jahre und zu Beginn der 1990er Jahre entstanden zahlreiche neue Konzepte für das Museum, von welchen jedoch keines realisiert wurde. 2006 wurde das Museum erneut für eine Generalsanierung geschlossen. Das Gebäude wurde entkernt, restauriert und in seinen ursprünglichen Zustand versetzt. Das heutige Gebäude und die neue Dauerausstellung wurden im Juni 2008 eröffnet. Die bis heute (Stand 2024) bestehende Dauerausstellung steht unter dem Namen „Waffenmuseum Suhl – Spezialmuseum zur Technik- und Kulturgeschichte der Suhler Handfeuerwaffenfertigung“.
Die Waffensammlung zeigt auf drei Etagen die fast 600-jährige Geschichte der Suhler Fertigung von Handfeuerwaffen. Besucher werden über die vollständige Herstellung der Waffenfertigung informiert, angefangen vom Bergbau, der Eisenerzgewinnung, der Arbeit der Schäfter, Waffenschmiede und Graveure. In den Räumen des Museums werden über 460 Waffen und viele andere Exponate gezeigt. Im Waffenmuseum befindet sich auch eine Abteilung, in der die Porzellanherstellung in Suhl in der Zeit von 1861 bis 1930 dargestellt wird.
Das Museum beherbergt auch Arbeiten einheimischer bildender Künstler, so von Rudolf Wiszkowski.
Seit 2016 trägt das Waffenmuseum Suhl das Museumssiegel des Museumsverbandes Thüringen, im Zuge dessen Qualitätsstandards des Internationalen Museumsrates (ICOM) nachgewiesen wurden.

## Leiter und Direktoren
| 1908–1914 | Gewerbeverein Suhl, ehrenamtlich                             | „Städtisches Museum“                  |
| 1926–1943 | Max Roth, ehrenamtlich                                       | ab 1927 „Heimat- und Industriemuseum“ |
| 1956–1958 | Helmuth Neumann, Leiter                                      | ab 1957 „Heimat- und Waffenmuseum“    |
| 1959      | Egon Mämpel, Leiter                                          |                                       |
| 1960      | Ilse Böhme, Leiterin                                         |                                       |
| 1960–1963 | Erich Wurzler, Leiter                                        |                                       |
| 1964      | Reinhold Zehner, ehrenamtlich                                |                                       |
| 1964–1969 | Wiprecht Findeisen, Leiter                                   |                                       |
| 1969      | Hans Luck, kommissarisch                                     |                                       |
| 1969–1993 | Wolfgang Krämer, Direktor (Diplommuseologe, Diplomethnologe) | ab 1971 „Waffenmuseum Suhl“           |
| 1993–1999 | Elisabeth Krämer, Leiterin (Diplommuseologin)                |                                       |
| 2000–2006 | Dr. Thomas Müller, Leiter (Militärhistoriker)                |                                       |
| 2007–2023 | Peter Arfmann, Leiter (Diplomkulturwissenschaftler)          |                                       |
| seit 2023 | Jens Ziegenhahn, Leiter (Büchsenmachermeister)               |                                       |

* Von 1957 bis 1964 erfolgten insgesamt elf Wechsel in der Leitung des Museums. Nicht alle Namen sind dokumentiert.